# 岩本輝雄
岩本輝雄（1972年5月2日—），已退役日本足球運動員，司職中場，前日本國家足球隊成員。

## 俱樂部生涯
岩本辉雄出生于1972年，到2004年从名古屋鲸鱼退役为止，他曾经在日本国内的6支球队有过合同。由于脚尖的受伤难以康复，因此不得不选择退役。

## 外部連結
- National Football Teams （页面存档备份，存于）
- 岩本輝雄 – FIFA國際賽競賽紀錄 (存檔)
- 岩本輝雄在 National-Football-Teams.com 上的出场纪录
- Japan National Football Team Database （页面存档备份，存于）
- 日本職業足球聯賽中的岩本輝雄 （日語）